# Man in Black: His Own Story in His Own Words
Man in Black: His Own Story in His Own Words är en självbiografisk bok skriven av den amerikanska sångaren, musikern och låtskrivaren Johnny Cash, först utgiven 1975. Boken låg till grund för filmen Walk the Line från 2005.